# تفسير القرآن بأقوال الصحابة
تفسير القرآن بأقوال الصحابة: هو المصدر الثالث من مصادر تفسير القرآن وأحد أنواع التفسير بالمأثور بعد تفسير القرآن بالقران وتفسير القرآن بالسنة، ويقصد به الرجوع لاقوال الصحابة وآثارهم عند بيان معاني القرآن ذلك لأن الصحابة رضوان الله عليهم شاهدوا التنزيل وأخذوا القرآن غضاً طرياً من في رسول الله، وكانوا أعلم الناس بألفاظ القرآن ومعانيه، ومن أسباب رجوع المفسر لأقوال الصحابة أنهم شهدوا التنزيل وعرفوا أحواله، وهم أهل اللسان الذي نزل به القرآن وأنهم عرفوا أحوال من نزل فيهم القرآن من العرب واليهود، وسلامة مقصدهم وحسن فهمهم، وكان الصحابة يرجعون إلى مصادر يستفيدون منها حال تفسيرهم للقرآن، وكانوا في هذه المصادر أدق من غيرهم في الاستفادة منها، ومن من اشتهر بالتفسير من الصحابة ‌عبد الله بن مسعود وعبدالله إبن عباس ‌‌ترجمان القرآن.

## تعريفه
التعريف الإفرادي:
التفسير: الكشف والإبانة والإيضاح وإظهار المعنى، قال تعالى: {وَلَا يَأْتُونَكَ بِمَثَلٍ إِلَّا جِئْنَاكَ بِالْحَقِّ وَأَحْسَنَ تَفْسِيرًا}، وهو علمٌ يُعرف به فهم كتاب الله المنَزَّل على نبيه محمد، وبيان معانيه، واستخراج أحكامه وحِكَمه.
مصدر قرأ يقرأ قراءةً وهو "كلام الله المعجز المنزل على نبيه محمد المتعبد بتلاوته".
الصحابة: اسمٌ مشتقٌ من كلمة صحب فهو صاحب والجمع أصحاب وهو من لقي رسول الله، مؤمناً به ومات على الإسلام، سواءً طالت مجالسته أو قصرت، وسواءً شاهده أم لم يشاهده، بسبب عجزٍ ما، كالعمى مثلاً، وسواءً غزا معه أو لم يغزو، أو روى عنه الأحاديث أو لم يرو، ويدخل بقوله مؤمناً به كل من آمن به من الإنس أو الجن.
التعريف المركب:
تفسير القرآن بأقوال الصحابة: هو المصدر الثالث من مصادر تفسير القرآن بعد تفسير القرآن بالقران وتفسير القرآن بالسنة، ذلك لأن الصحابة رضوان الله عليهم شاهدوا التنزيل، وأخذوا القرآن غضاً طرياً من في رسول الله، ولذلك كانوا هم أعلم الناس بعد رسول الله بألفاظ القرآن ومعانيه.

## أسباب الاعتداد بتفسير الصحابة
من أهم الاسباب التي دعت العلماء إلى الاهتمام بتفسير الصحابة ما يلي:
1. أنهم شهدوا التنزيل وعرفوا أحواله.
2. أنهم أهل اللسان الذي نزل به القرآن.
3. أنهم عرفوا أحوال من نزل فيهم القرآن من العرب واليهود.
4. سلامة مقصدهم.
5. حسن فهمهم.[5]